# Cape Sutil
Die Landzunge Cape Sutil ist der nördlichste Punkt von Vancouver Island, British Columbia. Das Kap liegt sowohl im Regional District of Mount Waddington wie auch im Cape Scott Provincial Park. Die Luftlinie zwischen Cape Sutil einerseits und Cape Caution auf dem Festland andererseits definiert die Grenze zwischen dem Queen Charlotte Sound und der Königin-Charlotte-Straße.
Cape Sutil wurde 1792 von den spanischen Entdeckern Dionisio Alcalá Galiano und Cayetano Valdés y Flores nach dem Schiff Sutil (spanisch für „subtil“) benannt. 1862 wurde das Kap durch den britischen Marine-Hydrographen George Henry Richards Cape Commerell genannt. Der ursprüngliche Name wurde 1905 durch das Geographic Board of Canada wiederhergestellt.
Auf Cape Sutil lag im 19. Jahrhundert eine befestigte Siedlung namens Nawitty (auch: Nahwitti, Newhitty usw.; Kwak'wala: na̱'witi). Das Dorf war eine Siedlung der Kwakwaka'wakw, speziell der Tlatlasikwala. Die Quellenlage zur Geschichte des Ortes ist unsicher. In der Forschungsliteratur wird oft ein Tlatlasikwala-Dorf desselben Namens, ein wichtiger Handelspunkt des maritimen Pelzhandels, mit der Siedlung auf Cape Sutil identifiziert. In seiner Gesamtdarstellung der Siedlungsgeographie der Kwakwaka'wakw verortet der Historiker Robert Galois den Handelsplatz allerdings in Shushartie Bay. Galois hält die Siedlung auf Cape Sutil dafür für das Dorf, das 1851 im Zuge des Nahwitti Incident durch die Royal Navy zerstört wurde. Das Kap scheint mindestens noch bis 1904 besiedelt gewesen zu sein. 1889 wurde es der Tlatlasikwala Nation als ein Indian reserve (Nahwitti 4) zugesprochen.